# Nadezhda Babkina
Nadezhda Georgievna Babkina ( em russo:  Надежда Георгиевна Бабкина; nascida aos 19 de março de 1950) é uma cantora folclórica e popular soviética e russa. No ano de 1992, Nadezhda foi nomeada Artista do Povo da RSFSR. Um planeta menor, 10684 Babkina, foi nomeado em sua homenagem. Em 2014 ingressou na política. Desde então, ela tem sido deputada da Duma da cidade de Moscou.

## Biografia
Babkina nasceu em 19 de março de 1950, em Chyorny Yar, Akhtúbinsk, Oblast de Astracã, União Soviética, na família do cossaco hereditário do Volga Georgy Ivanovich Babkin (1916–1990).
Ela passou a infância e os anos escolares na aldeia de Zubovka , distrito de Chernoyarsky, Oblast de Astrakhan. 
Desde a infância ela cantava. Em 1967, enquanto estava no ensino médio, ganhou o Concurso Juvenil Russo no gênero de canção folclórica russa.